# Harold Walden
Harold Adrian Walden (Ambala, 10 de agosto de 1887 - 2 de dezembro de 1955) foi um futebolista inglês que competiu nos Jogos Olímpicos de 1912, sendo campeão olímpico.
Harold Walden pela Seleção Britânica de Futebol conquistou a medalha de ouro em 1912. .